# Mercedes Sánchez Arrieta
Mercedes Sánchez Arrieta, nacida en Lugo, Galicia, España, h. 1895, fue una activa política gallega en el periodo de la Segunda República Española.

## Reseña biográfica
La proclamación de la II República en abril de 1931 y la rápida elaboración de una nueva constitución, aprobada en diciembre de ese año, dejó marginada a gran parte de la derecha política y católica española, en particular en la provincia de Lugo. En esta situación será un grupo de mujeres jóvenes de este signo el que se organice para hacer una oposición democrática, entre ellas Mercedes Sánchez Arrieta, Irene Montenegro Castro, Josefa Carro Crespo, Ascensión Neyra Arias y otras compañeras. 
En diciembre de 1931 José María Gil-Robles viaja a Lugo para dar una conferencia titulada "Los derechos de la mujer en los momentos actuales" y apoyar la creación de la Agrupación Femenina Lucense. En ella Mercedes ocupará el cargo de presidenta desde su constitución el 2 de marzo de 1932, con la finalidad, entre otras, de defender los principios católicos y el sufragio femenino. Esto les causó roces con el gobernador civil José López Bouza. La Agrupación se extendió rápidamente por localidades de toda la provincia, alcanzando en unos meses la importante suma de seis mil militantes y realizando una importante labor política.
Mercedes Sánchez Arrieta, Josefa Arrieta y Casilda Iglesias representaron a la Agrupación lucense en el Congreso de Derechas Autónomas que se celebró en Madrid en febrero y marzo de 1933. En él Mercedes fue la única representante gallega, junto a Carlos Ruiz del Castillo, a la que se encargó formar parte de una de las mesas designadas dedicada a "Religión, Familia y Enseñanza", en la que colaboró con Carlos Martín Álvarez, Ramón Prieto y Ramón Serrano Súñer.
La Agrupación, dentro de Acción Popular, se une a partir de ese momento a la CEDA de Gil-Robles, político al que Mercedes Sánchez Arrieta seguía de cerca; con esta incorporación, Mercedes pasó a estar entre los líderes en Lugo de la coalición, para la que trabajó con entusiasmo, desinterés y a veces peligro, enfrentándose a otros compañeros de partido, pero contando siempre con el apoyo y la confianza de Gil Robles, hasta que en 1936 perdieron las elecciones.
Durante el primer año de la Guerra Civil colaboró con la Cruz Roja y dirigió el hospital de la Maternidad de Lugo, para atender a los heridos.
Crítica con las ejecuciones sin juicio legal durante la guerra, con el aislamiento al que fue sometido Gil-Robles y en general con la falta de libertad en el régimen franquista terminó apartándose de las responsabilidades de la vida civil.
Mujer caritativa y conocida en Lugo, colaboró con La Gota de Leche, la Escuela de Obreros y otras instituciones lucenses.

## Vida personal
Hija de Victoriano Sánchez Latas y Petra Arrieta Fernández y hermana de Luis y Teresa Sánchez Arrieta, nunca se casó, residiendo en la calle de la Cruz de Lugo. Falleció en su ciudad el 17 de septiembre de 1971.